# Рінггенберг (Берн)
Рінггенберг (нім. Ringgenberg BE) — громада  в Швейцарії в кантоні Берн, адміністративний округ Інтерлакен-Обергаслі.

## Географія
Громада розташована на відстані близько 45 км на південний схід від Берна.
Рінггенберг має площу 8,7 км², з яких на 11,7% дозволяється будівництво (житлове та будівництво доріг), 19,5% використовуються в сільськогосподарських цілях, 64,1% зайнято лісами, 4,8% не є продуктивними (річки, льодовики або гори).

## Демографія
2019 року в громаді мешкало 2574 особи (-0,5% порівняно з 2010 роком), іноземців було 11,6%. Густота населення становила 295 осіб/км².
За віковим діапазоном населення розподілялося таким чином: 17,6% — особи молодші 20 років, 59,4% — особи у віці 20—64 років, 23% — особи у віці 65 років та старші. Було 1247 помешкань (у середньому 2 особи в помешканні).
Із загальної кількості 723 працюючих 35 було зайнятих в первинному секторі, 165 — в обробній промисловості, 523 — в галузі послуг.